# Жюкас, Томас
Томас Жюкас (лит. Tomas Žiukas; 2 декабря 1970, Клайпеда, Литовская ССР) — литовский футболист и футбольный тренер. Бывший игрок сборной Литвы.

## Биография

### Клубная карьера
Занимался футболом в своём родном городе Клайпеде. На взрослом уровне начинал играть в местном клубе «Атлантас» из второй лиги СССР, где за два года провёл 33 матча. В 1989 году он также находился в расположении вильнюсского «Жальгириса», но в его составе провёл только один матч на Кубок Федерации футбола СССР. После выхода литовских клубов из чемпионата СССР, Жюкас стал игроком клуба «Сириюс», в составе которого принимал участие в объединённом чемпионате Прибалтики, а затем стал победителем плей-офф первого розыгрыша чемпионата Литвы. В 1991 году игрок вернулся в «Жальгирис», вместе с которым стал чемпионом двух следующих розыгрышей чемпионата Литвы. Из «Жальгириса» Жюкас ушёл в 1994 году, после чего продолжил выступать в Литве за команды РОМАР и «Кареда». 
Сезон 1997/98 Жюкас отыграл во второй немецкой Бундеслиге за клуб «Лейпциг», но затем вернулся в Литву и провёл ещё два сезона в клубах «Кореда» и «Атлантас». В 2000 году перешёл в липецкий «Металлург» из первого дивизиона России, за который сыграл 9 матчей. В том же году футболист завершил игровую карьеру.

### Карьера в сборной
Дебютировал за сборную Литвы 20 мая 1992 года в товарищеском матче со сборной Молдавии. Всего провёл за сборную 45 матчей и забил один гол. Последний матч за национальную команду сыграл в июне 1998 года.

### Тренерская карьера
В начале 2010 года Жюкас вошёл в тренерский штаб клуба «Клайпеда», а в мае того же года на непродолжительное время стал главным тренером клуба. В следующий раз он возглавил команду в 2011 году и проработал в этом качестве до 2012 года. В 2016 году возглавил клуб «Миния».

## Достижения
«Сириюс»
- Чемпион Литвы: 1990

«Жальгирис»
- Чемпион Литвы: 1991, 1991/92

«Кареда»
- Чемпион Литвы: 1996/97